# Калліппа
Калліппа (дав.-гр. Καλλίππα) — наложниця македонського басилевса Персея, пізніше наложниця або дружина Афінея, сина пергамського басилевса Аттала I. Надала підтримку авантюристу Андріску, завдяки якій останній зміг знайти союзників серед фракійців і на короткий час стати басилевсом Македонії.

## Походження та ранні роки
Точне походження Калліппи невідоме. Дослідник Юрій Кузьмін вказував, що її ім'я рідкісне та аристократичне. На його думку, Калліппа належала до аристократичного македонського роду Гіппостратів-Калліппів з Берої. Кузьмін вважав, що жінка була дочкою гегемона Гіппострата, одного з полководців басилевса Антігона III Досона. Таким чином, її братом був Калліпп, політарх Берої, якого деякі дослідники вважали тотожним однойменному наварху басилевса Персея. На думку Джона Грейнжера, Калліппа належала до старої македонської еліти і була дочкою вже згаданого полководця Калліппа. Іншу думку на це питання мав дослідник Даніель Огден, який вважав Калліппу гетерою.

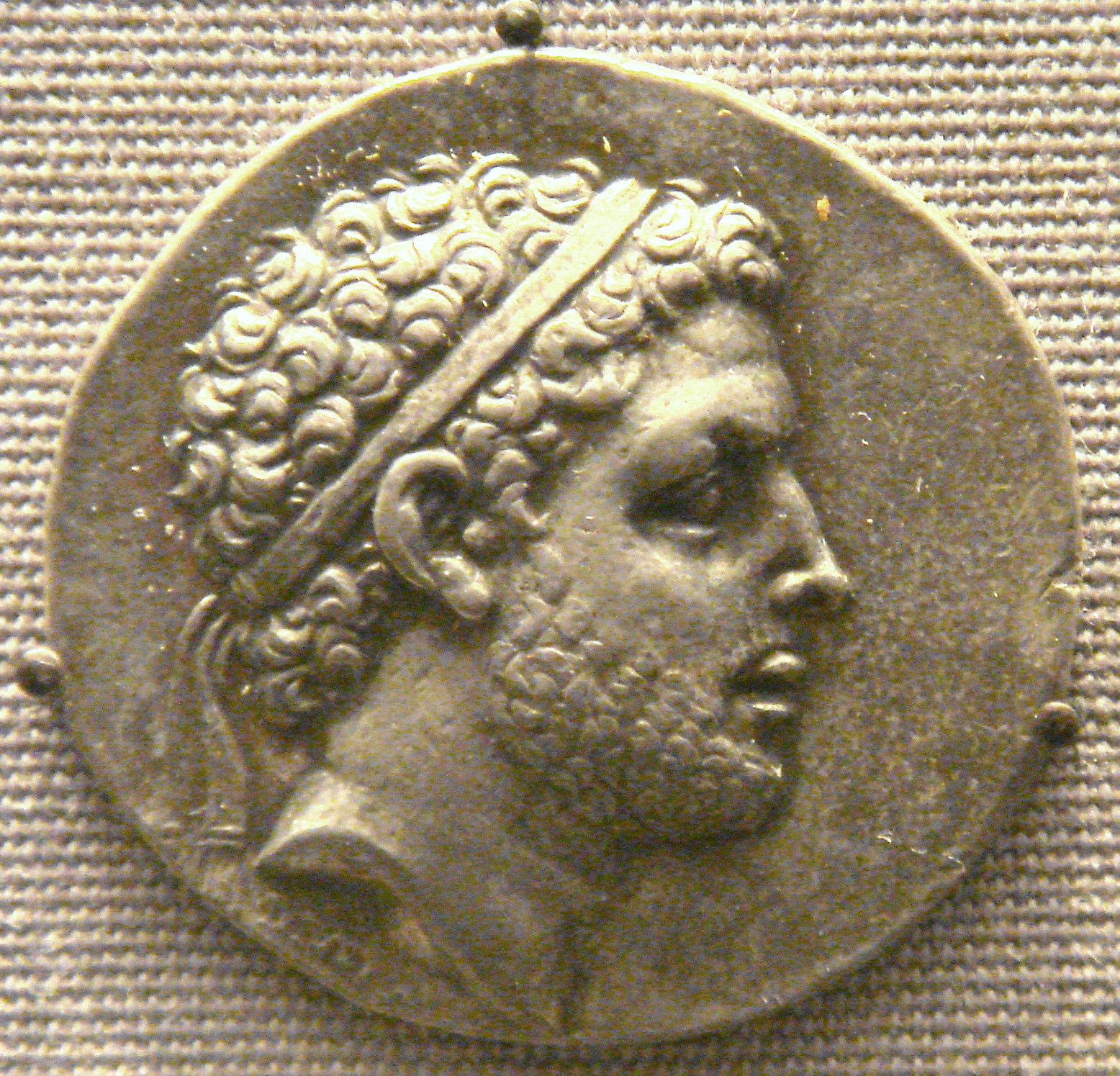
Портрет Персея на монеті

Діодор Сицилійський називав Калліппу наложницею басилевса Персея. Слово дав.-гр. παλλακίς не вказувало на принижене становище жінки, а тільки, що зв'язок був позашлюбним. Невідомо коли саме цей зв'язок тривав, до одруження басилевса з селевкідською принцесою Лаодікою, чи під час шлюбу. Даніель Огден вважав, що Калліппа народила від басилевса сина — Андріска.
Кузьмін припускав, що після поразки Персея у Третій Македонській війні, Калліппа могла познайомитися з пергамським полководцем Афінеєм, який належав до роду Атталідів, правителів Пергаму. Він був молодшим сином басилевса Аттала I та братом наступних правителів, Евмена II і Аттала II. Афіней брав участь у війні, як один з очільників пергамських військ, а потім супроводжував римського воєначальника Луція Емілія Павла під час його подорожі по Греції.
Питання про статус відносин Калліппи та Афінея залишається дискусійним. Серед західних дослідників зустрічається думка, що Калліппа вийшла заміж за Афінея. На думку дослідниці Елізабет Косметатоу, за шлюбом Калліпи з Афінеєм стояло не кохання, а прагнення Атталідів розширити свої володіння за рахунок колишніх територій Македонії. Однак, російський дослідник Юрій Кузьмін стверджував, що зі свідчень Діодора не зрозуміло який статус мала Калліппа, вона могла знову стати наложницею, або ж вийшла заміж за пергамського принца.

## Зустріч з Андріском

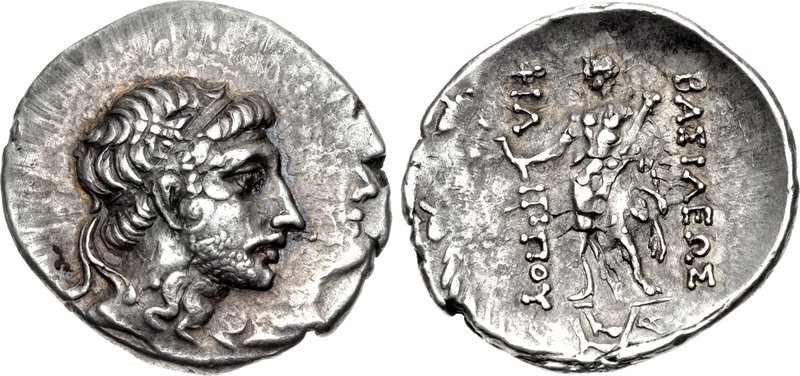
Монета Андріска, як басилевса Філіппа VI

Приблизно у 150—149 роках до н. е., в Пергамі, якийсь арфіст Миколай організував зустріч Калліппи зі своїм товаришем Андріском. Останній стверджував, що він виживший син македонського басилевса Персея — Філіпп. Андріск вже кілька років мандрував світом і шукав союзників для повернення батьківської держави, знищенної римлянами Його кілька разів заарештовували, але потім відпускали, бо римляни не бачили у ньому загрози. Калліппа першою визнала Андріска сином Персея, вона дала претенденту царське вбрання, діадему, гроші та двох рабів. Кузьмін вказував на важливість цієї події і називав її «фактичним благословінням на царствування». Також Калліппа порадила Андріску звернутися до фракійського правителя Тереса, який був одружений з сестрою Персея. Він скористався порадою і невдовзі захопив Македонію за допомогою фракійських союзників, що спричинило Четверту Македонську війну.
Питання про мотиви Калліппи та наскільки вона діяла самостійно, залишається дискусійними. На думку Юрія Кузьміна, Калліппа діяла як приватна особа, бо басилевс Аттал II був незаінтересований у відродженні Македонії та пізніше брав участь у війні з Андріском. Олег Клімов припускав, що Афіней і його брат знали про контакти Андріска з Калліппою, оскільки остання не могла діяти цілком таємно. Джон Грейнжер вважав, що Афіней з дружиною належали до антиримської течії у пергамській політиці. Ще Калліппа, як македонянка, могла мати ностальгічні почуття до часів незалежності Македонії. Також дослідник вказував, що десять років тому пергамський володар підтримав у схожій ситуації іншого претендента — Александра Баласа. Даніель Огден вважав, що дружина пергамського принца могла підтримати представника династії Антигонідів, неважливо справжнього або самозванця, лише у виключній ситуації. Тому дослідник вважав Калліппу матір'ю Андріска, а самого претендента справжнім сином басилевса.

### Коментар
1. ↑  Насправді Філіпп був не сином, а молодшим братом Персея, якого останній усиновив після смерті батька. Філіпп помер у римському полоні приблизно у 164 році до н. е.